# ローソン試薬
ローソン試薬（ローソンしやく、英: Lawesson's reagent）またはラヴェッソン試薬（ラヴェッソンしやく）は、有機合成化学において硫化剤として用いられる試薬である。LR と略称される。IUPAC名は 2,4-ビス（4-メトキシフェニル）-1,3,2,4-ジチアジホスフェタン-2,4-ジスルフィドである。アニソールと硫化リン (P4S10) の反応によって合成される。

## 歴史
開発したのはスヴェノロフ・ラヴェッソンではないが、硫化試薬としての利用法を考案したため彼の名が付けられている。1956年、アレーン類と P4S10 の反応の研究の際に最初に合成された。その後、多くの無機化学者（典型元素化学者）によって、ローソン試薬や類似の化合物の研究がなされた（1,3,2,4-ジチアジホスフェタン 2,4-ジスルフィドに詳しい）。

## 調製
アニソールと硫化リンの混合物を沈殿が全て溶け硫化水素が発生しなくなるまで加熱する。室温まで冷却したあと、析出した固体をトルエンまたはキシレンから再結晶すると、純粋なローソン試薬が淡黄色の結晶として得られる。
不快なにおいを発するので反応はドラフトチャンバー中で行い、使用した器具もその中で洗浄する。残渣を次亜塩素酸ナトリウム水溶液で洗浄すれば悪臭はなくなる。

## 反応例
いくつかのグループによって総説が発表されている。ローソン試薬の主な用途はカルボニル基のチオカルボニル基への変換である。例えばアミドはチオアミドに変換される。チオノエステルやチオケトンの合成にも用いられる。一般的に、電子豊富なカルボニル基はより速くチオカルボニル基に変換される。
- ローソン試薬を過塩素酸銀と組み合わせて使うと親酸素性のルイス酸として働き、ジエンとα,β-不飽和アルデヒドのディールス・アルダー反応の触媒となる。
- マルトールとローソン試薬の反応では、選択的に2か所のみ酸素が硫黄と置き換えられる。
- スルホキシドとの反応では中間体としてチオスルホキシドを経て脱硫によりスルフィドを与えるので、スルホキシドの還元に用いることができる。
- 1-アルコキシ-2,3-ジヒドロキシプロパンと反応させて除草剤を合成するのに用いられている。1,2-ジオールとの反応によって P2S2 環が対称的に開裂し、半分に分割されたローソン試薬の断片は共に同じ生成物を与える。
- (R3P)2PtCl2 などの金属錯体と反応させると、異なる型の環開裂が起こる。この場合では白金錯体 [Pt(S2P(S)C6H4OMe)(PR3)2] と副生物 MeOC6H4P(S)Cl2 が生成する。
- 脱水試薬として用いることもでき、例えば β-アミノアミドをイミダゾリンに変換する。
- 他の有用な反応として 1,4-ジケトンのチオフェンへの変換があげられる。この反応は P4S10 でも行えるが、より高い温度を必要とする。

## 反応機構
ローソン試薬は硫黄とリンが交互に結合した4員環構造を持つ。加熱すると開環して活性なジチオホスフィンイリド (R−PS2) になる。ほとんどの場合、実際に反応するのはこの化学種である。リン上の置換基が異なる2種類の 1,3,2,4-ジチアジホスフェタン 2,4-ジスルフィドを混合して 31P NMR を測定すると、原料化合物のシングレット2本に加え、リン上の置換基が交換された生成物に由来する2本のダブレットが観測されることから、ジチオホスフィンイリドの発生が確認される。
ジチオホスフィンイリドとカルボニル化合物との反応について、ウィッティヒ試薬の場合と類似した機構が提案されている。

## 類縁体

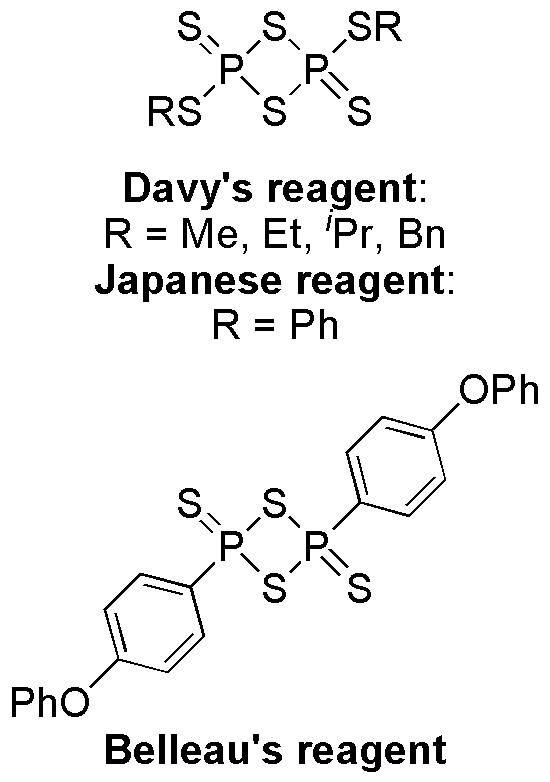
ローソン試薬の類縁体。1,3,2,4-ジチアジホスフェタン-2,4-ジスルフィド構造を持つ

より高効率で反応を進行させることができるように、また取り扱いを容易にするため、リン上の置換基が異なる類縁体がいくつか合成されてきた。ローソン試薬のメトキシフェニル基をアルキルチオ基で置き換えたものがデービー試薬 (Davy's reagent, DR) として知られている。この化合物は対応するチオールまたはアルコールと P4S10 の反応によって得られ、メチルチオ、エチルチオ、イソプロピルチオ、ベンジルチオ基を持つ誘導体が合成されている。ローソン試薬と同様にカルボニル基をチオカルボニル基に変換するのに用いられるが、反応性・選択性の面でより優れ、カルボン酸から1段階でジチオカルボン酸が得られるなどの特長を持つ。また、フェニルチオ基を持つジャパニーズ試薬 (Japanese reagent, JR)、フェノキシフェニル基を持つベレオー試薬 (Belleau's reagent, BR) も合成されている。これらの試薬は末端が硫化されたペプチドの合成に適用されたことがある。